# Phyllocnistis intermediella
Phyllocnistis intermediella är en fjärilsart som beskrevs av August Busck 1900. Phyllocnistis intermediella ingår i släktet Phyllocnistis och familjen styltmalar. Inga underarter finns listade i Catalogue of Life.